# Elaphoglossum mexicanum
Elaphoglossum mexicanum là một loài thực vật có mạch trong họ Lomariopsidaceae. Loài này được (E. Fourn.) A. Rojas mô tả khoa học đầu tiên năm 2003.